# Damned in Black
Damned in Black — шестой полноформатный альбом группы Immortal, выпущенный в 2000 году лейблом Osmose Productions. Запись альбома производилась при непосредственной помощи Петера Тэгтгрена в его студии Abyss Studio. Предварительные заказы альбома составляли порядка 50 тысяч экземпляров.

## Об альбоме

### Оформление
На обложке альбома группа вернулась к своей традиции и поместила на неё фотографию группы, на предыдущем же альбома был использован рисунок. Оформлением лимитированного издания альбома занимался тот же художник, который занимался прошлым альбомом.

### Музыка
По словам Аббата, музыкальные композиции альбома являются более динамичными и немного более брутальными, нежели на предыдущем альбоме, при этом сохраняя в целом атмосферность. Также Аббат отмечает, что на альбоме можно услышать элементы дэт-метала.

## Список композиций
1. «Triumph» 5:41
2. «Wrath from Above» 5:46
3. «Against the Tide (In the Arctic World)» 6:03
4. «My Dimension» 4:32
5. «The Darkness That Embrace Me» 4:38
6. «In Our Mystic Visions Blest» 3:11
7. «Damned in Black» 6:52

## Участники записи
- Аббат — гитара, вокал
- Демоназ — лирика
- Хорг — ударные
- Искария — бас